# Virginia Slims of Houston 1989
Il Virginia Slims of Houston 1989 è stato un torneo di tennis giocato sulla terra rossa.
È stata la 19ª edizione del torneo, che fa parte della categoria Tier III nell'ambito del WTA Tour 1989.
Si è giocato al Westside Tennis Club di Houston negli Stati Uniti, dal 24 al 30 aprile 1989.

## Campionesse

### Singolare
Monica Seles ha battuto in finale  Chris Evert con il punteggio di 3–6, 6–1, 6–4

### Doppio
Katrina Adams /  Zina Garrison hanno battuto in finale  Gigi Fernández /  Lori McNeil con il punteggio di 6–3, 6–4